# Drosera uniflora
Drosera uniflora este o specie de plante carnivore din genul Drosera, familia Droseraceae, ordinul Caryophyllales, descrisă de Carl Ludwig von Willdenow.
Este endemică în:
- Chubut.
- Rio Negro.
- Santa Cruz.
- Santa Fé.
- Tierra del Fuego (Argentina).
- Los Lagos.
- Magellanes.
- Falkland Is..

Conform Catalogue of Life specia Drosera uniflora nu are subspecii cunoscute.